# L'Argus de l'assurance
Pour les articles homonymes, voir Argus.
 (novembre 2018).
Ne doit pas être confondu avec L'Argus.
L'Argus de l’assurance est une marque de la presse française spécialisée dans toutes les thématiques de l'assurance et de la gestion du risque. C'est une des marques du groupe Infopro Digital.

## Origine et évolution
L'hebdomadaire L'Argus de l'assurance est un des plus anciens périodiques de la presse française. Il a été fondé en 1877.
Au fil des ans, L'Argus de l'assurance s'est diversifié, récemment par la création d'un site web et de lettres d'information numériques, ainsi que de conférences spécialisées.
La rédaction comprend 13 journalistes permanents, dont un juriste.

## Contenus
Les différents titres de L'Argus de l'assurance traitent de l’actualité du secteur de l’assurance : stratégies d’entreprises, évolutions du marché et des réseaux de distribution, tendances de consommation, innovations des produits et services, informatique, mouvements, etc,.

## Audience
Le cœur du lectorat est constitué par les sociétés d'assurance, les réseaux de distribution, les institutions de prévoyance, les mutuelles, caisses de retraites, risques managers et experts.
- Magazine : L'Argus de l'assurance est diffusé à près de 14 000 exemplaires par semaine en moyenne à une audience de 130 000 lecteurs[2].
- Site web : 960 000 pages vues et 400 000 visiteurs uniques par mois
- Lettre d'information quotidienne : 19 000 inscrits

## Autres chiffres clés
- 33 millions d'euros de chiffre d'affaires et 900 000 euros de pertes en 2020[4]
- Le magazine publie 44 numéros par an, 10 numéros spéciaux thématiques et 14 classements de référence
- Événements : 16 conférences, 2 congrès dont Réavie, le congrès annuel de la réassurance vie, 6 trophées, des diners-clubs
- Base de données : 60 000 contacts de décideurs chez les assureurs, agents généraux et courtiers
- Formations : Plus de 100 sessions sont organisées tout au long de l’année